# Anna Hope Hudson
Anna Hope Hudson, conocida como Nan Hudson, (Nueva York, 10 de septiembre de 1869 – 17 de septiembre de 1957) fue una artista estadounidense que vivió y trabajó en Reino Unido y Francia. Fue la pareja de Ethel Sands. 

## Trayectoria
Hudson, hija del coronel Edward McKenny Hudson, muerto en 1892, quedó huérfana de madre a la edad de nueve años. Vivió en los Estados Unidos hasta los 24 años cuando decidió trasladarse a Europa. Francia fue uno de sus lugares preferidos. Recibió una herencia, fruto del éxito de su abuelo como socio de una empresa dedicada al grabado de billetes, que luego se convertiría en la American Bank Note Company.
Hudson comenzó sus estudios en París, en 1892, donde conoció a la estudiante de arte Ethel Sands, quien se convertiría en su pareja. Al igual que Sands, Hudson también recibió una herencia a la muerte de sus padres. Fue alumna de Eugène Carrière en 1896 y de Henri Evenepoel, un pintor flamenco, que se convertiría en instructor de arte de Hudson, a partir de enero de 1897.

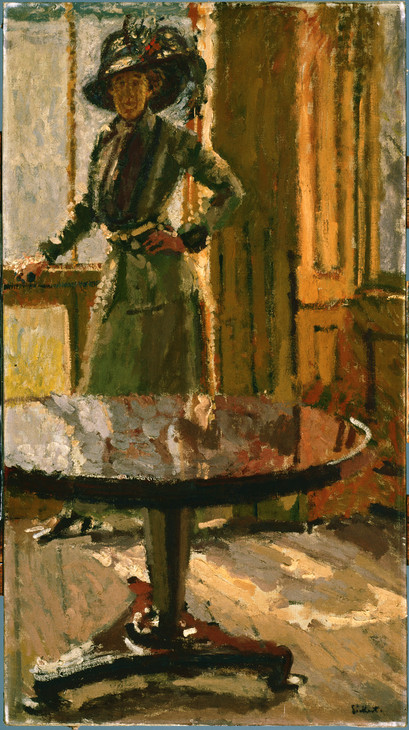
Walter Richard Sickert, Miss Hudson en Rowlandson House, 1910

Hudson vivió y pintó con Ethel Sands, repartiendo su tiempo entre Francia e Inglaterra. Sands pertenecía a la alta sociedad y a menudo recibía a escritores y artistas de paso por Inglaterra. Hudson prefería un estilo de vida más tranquilo, por lo que se trasladaron a Francia donde pudo establecerse como artista.
Tras un viaje a Venecia, donde se trasladó para pintar, hizo un óleo del canal de Giudecca, que luego mostraría en el Salón de Otoño de París, en 1906. Cuando Walter Sickert, que conocía a Hudson a través de Sands, descubrió su trabajo quedó impresionado, por lo que la invitó a participar en el Grupo Fitzroy Street. Sands se unió al grupo y ambas mujeres enviaban pinturas para sesiones Saturday "At Homes".
Walter Sickert, quien captó su seguridad e independencia en la pintura Miss Hudson en Rowlandson House, obra realizada alrededor de 1910, describió a Hudson como "la radiante y elegante amazona de los sueños de un joven". Virginia Woolf dijo que se vestía con estilo y que era "severa y honesta".
Hudson comenzó a exponer sus obras en las Galerías Leicester, el New English Art Club y la Allied Artists Association, de Inglaterra. En 1912 hizo una exposición conjunta con Sands en la Carfax Gallery. Ambas fueron socias fundadoras del London Group, fruto de la fusión del Fitzroy Street Group y el Camden Town Group, realizada en 1913.
Hudson ocasionalmente exponía su trabajo allí y también lo hacía en el English Art Club. Sickert a menudo invitaba a Hudson a trabajar en su estudio y a utilizar sus modelos para los temas de sus pinturas.
Sus obras, inspiradas por Edouard Vuillard y Walter Sickert, fueron en gran parte destruidas o perdidas durante la Segunda Guerra Mundial. El resto se encuentran en colecciones públicas y una en la Tate.
Durante la Primera Guerra Mundial, Sands y Hudson crearon un hospital para soldados cerca de Dieppe, que más tarde se vio obligado a cerrar. Luego continuaron trabajando de enfermeras en Francia e Inglaterra. En la Segunda Guerra Mundial, la casa de Hudson fue saqueada y la de Sand, en Chelsea, destruida por una mina paracaídas durante los bombardeos de Blitz.

## Biografía
En 1920 Hudson compró una casa del siglo XVII, el Château d'Auppegard, que restauró y decoro por un periodo de tiempo. Estaba ubicada en el campo a unos 10 kilómetros de Dieppe. Sands y Hudson vivieron juntas hasta la muerte de ésta el 17 de septiembre de 1957.

## Trabajos

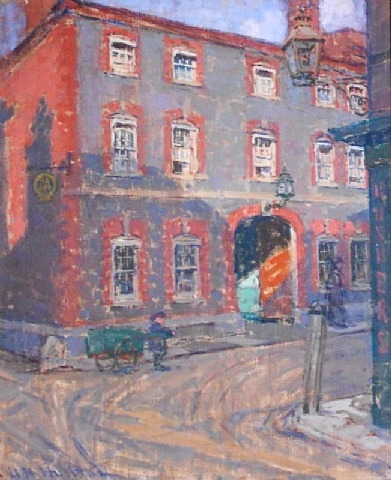
Nan Hudson, The Lamb Inn, Wallingford, 1912

Entre las obras que sobrevivieron al saqueo y los bombardeos de la Segunda Guerra Mundial se encuentran: 
- Château d'Auppegard, después de 1927, óleo sobre tabla, 46,2 x 38,2 cm (estimado) Tate, legado por el coronel Christopher Sands en 2000.[5]
- Puerto, norte de Francia, Dieppe, óleo sobre tabla, 35 x 43 cm, Government Art Collection[6][7]
- Casa Newington, otoño, Oxfordshire, 1913, óleo sobre lienzo, 60,8 x 73,1   cm, Derby Museums and Art Gallery[8]
- El cordero Inn, Wallingford, 1912
- El Visitante, óleo sobre lienzo, 37.5 x 24.8. cm, York Museums Trust[9]